# Diocèse de Teramo-Atri
Le diocèse de Teramo-Atri (en latin : Aprutina seu Teramensis-Hatriensis seu Atriensis ; en italien : Diocesi di Teramo-Atri) est un diocèse de l'Église catholique en Italie, suffragant de l'archidiocèse de Pescara-Penne et appartenant à la région ecclésiastique d'Abruzzes-Molise.

## Territoire
Il est situé dans une partie de la province de Teramo dont l'autre partie est dans les diocèses de San Benedetto del Tronto-Ripatransone-Montalto et d'Ascoli Piceno. Son territoire est d'une superficie de 1 480 km2 divisé en 187 paroisses. L'évêché est dans la ville de Teramo où se trouve la cathédrale de l'Assomption. La cathédrale d'Atri sous le même vocable est cocathédrale depuis la fusion en 1986 des diocèses de Teramo et d'Atri. L'église Notre-Dame in Platea (it) est l'ancienne cathédrale du diocèse de Campli (it) uni à Teramo en 1818. Dans la même ville le sanctuaire de la Scala Santa (it) possède une réplique de la Scala Santa. Le diocèse possède d'autres lieux de pèlerinages dont le sanctuaire Notre-Dame de la Splendeur et le sanctuaire Saint Gabriel dell'Addolorata qui garde les reliques de saint Gabriel de l'Addolorata, novice passionniste et patron des Abruzzes.

## Histoire
Le diocèse actuel est le fruit de l'union des diocèses de Teramo et Atri à la suite du décret Instantibus votis de la congrégation pour les évêques du 30 septembre 1986

### Diocèse de Teramo
Selon la tradition, le diocèse de Teramo est érigé par saint Pierre mais il est plus probable qu’il est créé entre le IIe et le Ve siècle. La première preuve historique de la présence d'une communauté chrétienne à Teramo est les vestiges d'une basilique byzantine construite au Ve siècle aujourd'hui appelée Sant'Anna dei Pompetti (it) plus connue dans les sources médiévales sous le nom de "Santa Maria Aprutiensis " et actuellement inscrite comme monument national.
La première mention historiquement documentée du diocèse de Teramana est contenue dans une lettre de Grégoire le Grand en 598 qui charge l'évêque Passivo de Fermo de visiter le diocèse de Teramo, resté vacant. En 601, le même pape désigne Opportuno comme évêque, il est le premier évêque. Cependant, il n’y a plus de source sur des évêques avant Sigismondo, qui prend part en 844 au couronnement de Louis II le Jeune par le pape Serge II. Au Xe siècle Bernard Paleara, moine bénédictin du Mont-Cassin est élu évêque de Teramo. À sa mort, il est canonisé et devient saint patron de la ville et du diocèse. Au XIIe siècle, un conflit sur les frontières diocésaines avec les évêques d'Ascoli Piceno est résolu par une bulle du pape Anastase IV de 1153, qui rappelle que la juridiction épiscopale de l'évêque de Teramo s'étend au territoire situé entre le Tronto et Vomano, les monts de la Laga et la mer Adriatique. En 1156, l'évêque Guido II reçoit du roi Guillaume Ier de Sicile tous les droits féodaux sur la ville de Teramo et le titre de prince de Teramo. Les évêques perdent leurs droits féodaux au début du XIXe siècle et le titre de prince est abrogé en 1948. La reconstruction de la cathédrale romane est également due à l'évêque Guido II. Au milieu du XIIIe siècle, l'évêque Matteo Ier, capturé lors d'une incursion des Ascolans, est ensuite libéré grâce au pape Innocent IV.
Parmi les privilèges spéciaux dont jouissait l'évêque de Teramo, en tant que seigneur et prince féodal, il y avait celui qui s'appelait "messe armée". Lors de la première messe célébrée par le nouvel évêque dans le diocèse et lors de grandes solennités, le prélat se présente à l'autel avec une épée en bandoulière, par-dessus les vêtements liturgiques qu'il conserve tout au long de la célébration ; en outre, à côté de l'autel, divers insignes militaires, notamment des dards, des lances, des drapeaux et armes blanches. Lors de l'élévation, l'évêque tirait un coup de pistolet. Le dernier évêque à avoir exercé ce droit est Girolamo Figini Oddi en 1639. De nombreux monastères bénédictins sont présents sur le territoire diocésain, notamment San Clemente al Vomano, Santa Maria a Mare, San Pietro a Campovalano, San Pietro a Azzano, San Nicolò a Tordino, San Benedetto a Teramo, Sant'Angelo a Marano. Au XVe siècle, le bienheureux Antoine Fatati (1440-1460) réforme le chapitre de la cathédrale, organise un synode diocésain et effectue une visite pastorale.
En 1586, Teramo cède une partie de son territoire au profit de l'érection du diocèse de Montalto. En 1600, une autre partie du territoire est détachée au profit du nouveau diocèse de Campli. De même, en 1530 et 1795, l'abbaye de Santa Maria di Propezzano et celle de Sant'Angelo in Mosciano sont érigées en nullius dioecesis avec juridiction sur Morro d'Oro, Mosciano Sant'Angelo et Notaresco ; l'évêque Luigi Maria Pirelli réinstalle entièrement ces centres sur le territoire diocésain en 1781. En 1674, l'évêque Giuseppe Armeni institue le séminaire, après l'échec de la première tentative de Mgr Vincenzo Bugiatti de Montesanto, dont le séminaire est fermé en 1603 à la suite du meurtre commis par un séminariste.
Par la bulle De utiliori du 27 juin 1818 du Pie VII, le diocèse de Teramo s'agrandit en élargissant son territoire du diocèse supprimé de Campli. Du 4 au 8 septembre 1935, Teramo accueille le onzième congrès eucharistique national italien, auquel participe le cardinal Pietro Fumasoni-Biondi en tant que légat apostolique.

### Diocèse d'Atri
En remerciement du soutien que la ville d'Atri accorde à la papauté dans la lutte contre les Souabes, le diocèse est érigé le 1er avril 1251 par le cardinal Pietro Capocci, légat apostolique, en prenant une partie du territoire du diocèse de Penne. L'année suivante, avec la bulle Licet du 15 mars 1252, le pape Innocent IV confirme cette décision en le déclarant immédiatement soumis au Saint-Siège. En même temps, le diocèse est uni aeque principaliter au diocèse de Penne. Pendant une brève période allant de 1526 à 1539, les diocèses unis de Penne et d'Atri sont décrétés suffragants de l'archidiocèse de Chieti.
Plusieurs instituts religieux s'installent dans le diocèse : (franciscains conventuels, dominicains, célestins, augustins et augustins déchaux, franciscains observants en 1445, capucins en 1570, minimes, maison de probation des jésuites en 1606) deux monastères : (cisterciennes et clarisses au XIIIe siècle) ainsi que plusieurs confréries, un mont-de-piété et un hôpital pour pèlerins qui devient ensuite le collège jésuite.
L'évêque Paolo Odescalchi (1568-1572) édifie le palais épiscopal et le séminaire diocésain ; ces bâtiments sont restaurés au XIXe siècle par l'évêque Vincenzo D'Alfonso (1847-1880). Parmi les évêques d’Atri, nous pouvons citer l’humaniste et érudit Giovanni Battista Valentini Cantalicio (1503-1514) ; Jacopo Guidi (1561-1568), rédacteur de certains décrets du concile de Trente ; Paolo Odescalchi (1568-1572), Gaspare Burgi (1657-1661) et Giuseppe Spinucci (1668-1695) qui organisent respectivement les synodes diocésains de 1571, 1661 et 1681 ; Domenico Ricciardone (1818-1845) restaure la cathédrale en l'enrichissant d'œuvres de valeur.
Le 1er juillet 1949, par la bulle Dioecesium circumscriptiones du pape Pie XII, l'union entre Atri et Penne est dissoute et le diocèse d'Atri est uni à celui de Teramo. Au moment de l'union définitive avec Teramo en 1986, le diocèse d'Atri ne comprend que trois municipalités : Atri, Pineto et Silvi.

### Diocèse de Teramo-Atri
Le 1er juillet 1949, par la bulle Dioecesium circumscriptiones du pape Pie XII, l'union entre Atri et Penne est dissoute et le diocèse d'Atri est uni aeque principaliter à Teramo ; l'évêque de Teramo, Gilla Vincenzo Gremigni, devient responsable des diocèses réunis de Teramo et Atri, toujours soumis au Saint-Siège. L'année suivante, Teramo intègre sur son territoire 27 paroisses du diocèse de Penne-Pescara. Le 2 mars 1982, les deux diocèses sont intégrés à la nouvelle province ecclésiastique de l'archidiocèse de Pescara-Penne. Le 30 septembre 1986, par le décret Instantibus votis de la congrégation pour les évêques, Teramo et Atri sont pleinement unis et la nouvelle circonscription prend son nom actuel.

## Sources
- http://www.catholic-hierarchy.org